# Mistrzostwa Świata Wojskowych w Zapasach 2023
XXXVI Mistrzostwa Świata Wojskowych w zapasach w 2023 rozgrywane były między 27 listopada a 3 grudnia w stolicy Azerbejdżanu, Baku.

## Tabela medalowa
Gospodarz zawodów został zaznaczony kolorem.
| Poz. | Państwo           |       |    |    | Łącznie |
| ---- | ----------------- | ----- | -- | -- | ------- |
| 1    | Azerbejdżan       | 11    | 3  | 7  | 21      |
| 2    | Iran              | 5     | 8  | 3  | 16      |
| 3    | Mongolia          | 3 (1) | 3  | 3  | 9       |
| 4    | Turcja            | 3     | 1  | 5  | 9       |
| 5    | Rumunia           | 2     | 1  | 3  | 6       |
| 6    | Stany Zjednoczone | 2     | 0  | 3  | 5       |
| 7.   | Kazachstan        | 1     | 3  | 4  | 8       |
| 8.   | Rosja             | 1     | 2  | 6  | 9       |
| 9    | Nigeria           | 1     | 1  | 0  | 2       |
| 10.  | Włochy            | 0     | 3  | 0  | 3       |
| 11.  | Algieria          | 0     | 2  | 2  | 4       |
| 12.  | Białoruś          | 0     | 2  | 1  | 3       |
| 13.  | Tunezja           | 0     | 0  | 1  | 1       |
| .    | Szwajcaria        | 0     | 0  | 1  | 1       |
| .    | Brazylia          | 0     | 0  | 1  | 1       |
|      | Łącznie           | 29    | 29 | 40 | 98      |

## Rezultaty

### Mężczyźni

#### Styl klasyczny
| Konkurencja         | Złoto                | Srebro             | Brąz                                  |
| Kategoria do 55 kg  | Amangali Biekbołatow | Ali Ahmadi Wafa    | Fərid Sadıxlı                         |
| Kategoria do 60 kg  | Nihad Quluzadə       | Milad Rezanezhad   | Dalton Roberts                        |
| Kategoria do 63 kg  | Ziya Babaşov         | Siergiej Jemielin  | Reza Mardi Gheshlagi Ayhan Karakuş    |
| Kategoria do 67 kg  | Maksim Skuratov      | Ali Chobakzan      | Alejandro Sancho Furkan Yıldız        |
| Kategoria do 72 kg  | Ülvi Qənizadə        | Abdelmalek Merabet | Aleksiej Kijankin Enes Uslu           |
| Kategoria do 77 kg  | Ali Osko             | Andrei Samets      | Kaireddine Ben Telili Qurban Qurbanov |
| Kategoria do 82 kg  | Hasan Berk Kılıç     | Jasin Jazdi        | Azad Əliyev Abdelkrim Ouakali         |
| Kategoria do 87 kg  | Naser Alizade        | Laçın Vəliyev      | John Stefanowicz Damian von Euw       |
| Kategoria do 97 kg  | Murad Əhmədiyev      | Simone Fidelbo     | Mahdi Bali Virgil Danut Gosa          |
| Kategoria do 130 kg | Aliakbar Jusefi      | Fadi Rouabah       | Witalij Szczur Florin Ioniță          |

#### Styl wolny
| Konkurencja         | Złoto           | Srebro                  | Brąz                                   |
| Kategoria do 57 kg  | Mahdi Wejsi     | Yusuf Demir             | Daulet Temirzhanov                     |
| Kategoria do 61 kg  | Ahmet Duman     | Ceyhun Allahverdiyev    | Azamat Tuskajew Enchbatyn Enchbold     |
| Kategoria do 65 kg  | Əli Rəhimzadə   | Tsogdarakh Tseweensuren | Adil Ospanow Hassan Ebadi              |
| Kategoria do 70 kg  | Hacı Əliyev     | Ali Akbar Zerudi        | Cermaagijn Czindzorig Mieirżan Aszyrow |
| Kategoria do 74 kg  | Turan Bayramov  | Mohammad Bakhshi        | Timur Biżojew                          |
| Kategoria do 79 kg  | Orxan Abasov    | Rustem Myrzagalijew     | Ildar Khatanov Olonbajaryn Süldchüü    |
| Kategoria do 86 kg  | Moragn McIntosh | Reza Ebrahim Nejad      | İsmail Küçüksolak Fərid Cabbarov       |
| Kategoria do 92 kg  | İbrahim Yusubov | Askhab Saadulaev        | Arif Özen                              |
| Kategoria do 97 kg  | Mustafa Sessiz  | Alireza Rekabi          | Fadi Rouabah                           |
| Kategoria do 125 kg | Mostafa Toghani | Witalij Piasniak        | Znaur Kocyjew Nursultan Azov           |

### Kobiety

#### Styl wolny
| Konkurencja        | Złoto                     | Srebro                   | Brąz              |
| Kategoria do 50 kg | Bjambasürengijn Mönchnar  | Elnurə Məmmədova         | Beatrice Ferenţ   |
| Kategoria do 53 kg | Alina Vuc                 | Ganbatyn Ojuundari       | Gültəkin Şirinova |
| Kategoria do 55 kg | Andreea Ana               | Bajanmönchijn Otgontujaa | Nərgiz Səmədova   |
| Kategoria do 57 kg | Jalə Əliyeva              | Ajnur Aszymowa           | ----              |
| Kategoria do 59 kg | Ruzanna Məmmədova         | Kateryna Żydaczewśka     | Julija Pisarenka  |
| Kategoria do 62 kg | Sücheegijn Cerenczimed    | Irina Kuzniecowa         | Birgül Soltanova  |
| Kategoria do 68 kg | Hannah Rueben             | Laura Godino             | Grabriela Rocha   |
| Kategoria do 72 kg | Dordżsürengijn Cogdzolmaa | Esther Ojolaibe          | ----              |
| Kategoria do 76 kg | Tristan Kelly             | Enrica Rinaldi           | ----              |

- W kategorii 65 kg, jedyną zgłoszoną do zawodów była reprezentantka Mongolii Narkhajid Nyamsuren. Jej złoty medal nie został zaliczony do tabeli medalowej.